# أديب إسحاق
أديب إسحاق (1856 - 1885م / 1272 هـ - 1302 هـ) هو أديب وصحفي وشاعر سوري من أصل أرمني تنقل في حياته بين سوريا وفرنسا ومصر ولبنان.

## حياته
ولد أديب إسحاق في دمشق من عائلة أرمنية واسمه الأرمني أديب زالماتيان، حيث تلقى تعليمه في مدرسة الآباء العازريين بدمشق، وأتقن اللغتين العربية والفرنسية، ثم انتقل إلى بيروت، حيث تعلم اللغة التركية وهو يحسب على الشوام رغم أن أصوله أرمنية. وقد عمل كاتبا في ديوان المكس (الجمرك) ثم اعتزل العمل، ليتولى العمل في جريدة «ثمرات الفنون» ثم جريدة «التقدم». انضم في بيروت إلى جمعية “زهرة الآداب” ثمّ تولّى رئاستها وانضم إلى جمعية “شمس البر” و”زهرة الإحسان”. وكان في السابعة عشرة. وفي التاسعة عشرة شارك في تأليف كتاب “آثار الأدهار”.
انتقل بعد ذلك إلى الإسكندرية، وساهم مع سليم النقاش الوافد الجديد تأليف المسرحيات وتمثيلها. وألف رواية  “الباريسية الحسناء ” وطبعها  في بيروت. وكذلك كتاب “غرائب الاتفاق” وكتب “تراجم مصر في هذا العصر” و”الدرر” مجموعة من المقالات المنظومات. ثم انتقل إلى القاهرة حيث تعرف على جمال الدين الأفغاني، فتأثر به كثيرا وبمواقفه الجريئة، وأصدر جريدة باسم «مصر» سنة 1877 م، ثم عاد إلى الإسكندرية ليشاركه سليم النقاش في إصدار جريدة «التجارة» والتي نشر فيها جمال الدين الأفغاني بعضا من مقالاته. لكن الحكومة المصرية أقفلت الجريدتين، فرحل أديب إسحاق إلى باريس سنة 1880 حيث أصدر جريدة عربية سماها «مصر القاهرة».. احتك أديب إسحاق بالعديد من الأدباء الفرنسييين خلال إقامته في باريس ومنهم فيكتور هوغو وكان لقبه في فرنسا: «نابغة الشرق».
بقي أديب إسحاق في فرنسا إلى أن رجع إلى القاهرة حيث استدعاه شريف باشا بعد أن تولى النظارة فتم تعينه ناظرا لـ «ديوان الترجمة والإنشاء» ثم سكرتيرا لمجلس النواب وذلك بسبب مواقفه المؤيده للثوار العسكريين (الثورة العرابية)في مصر.
ولم يكمل أديب اسحاق طريقه حتى النهاية مع الثورة فقد كان من أتباع شريف باشا ومن المتحيزين له وسقوط نظارة شريف على اثر الخلاف بينه وبين الثوار العسكريين كان له رد الفعل على مؤيدي شريف. كما أن لرفع الثورة لشعار «مصر للمصريين» أثراً في ازدياد مخاوف الوافدين على مصر من الجنسيات المختلفة والذين اكتسبوا امتيازات عديدة على حساب الشعب المصري أثرا في عزوف البعض عن استمرار التأييد للثورة.
انسحب أديب اسحاق من الميدان الثورى ليعمل ضد الثورة فيسهم بمقالاته في صحيفة الاعتدال ضد الثوار ليرد الهجوم الذي شنته الثورة على غير المصريين.
عاد إلى بيروت وتوفي في قرية الحدث بلبنان.

## أعماله
- «تراجم مِصر في هذا العصر».
- «الدرر» (مجموعة من المقالات والمنظومات).
- من ترجماته مسرحيتا: «اندروماك» و«شارلمان».
- رواية  “الباريسية الحسناء”.
- كتاب “غرائب الاتفاق”.

## من أشعاره
من أشهر أبيات شعره:
من الشعرِ الحكميّ، قوله:
وقوله:
وعن المرأة قال:
كانت كتاباتُ إسحق تثير حفيظةَ الحكَّام، ومنهم محمّد سلطان باشا الذي أمرَ بسجنه، فبعثَ إليه أديب بقصيدةٍ عارضَ فيها أبا فراس الحمداني في قصيدته المشهورة «أقول وقد ناحَتْ بقربي حمامة»، قال فيها: